# Leigné-sur-Usseau
Leigné-sur-Usseau is een gemeente in het Franse departement Vienne (regio Nouvelle-Aquitaine) en telt 413 inwoners (1999). De plaats maakt deel uit van het arrondissement Châtellerault.

## Geografie
De oppervlakte van Leigné-sur-Usseau bedraagt 11,3 km², de bevolkingsdichtheid is 36,5 inwoners per km².
De onderstaande kaart toont de ligging van Leigné-sur-Usseau met de belangrijkste infrastructuur en aangrenzende gemeenten.

## Demografie
Onderstaande figuur toont het verloop van het inwonertal (bron: INSEE-tellingen).